# Chusquea longiprophylla
Chusquea longiprophylla là một loài thực vật có hoa trong họ Hòa thảo. Loài này được L.G.Clark mô tả khoa học đầu tiên năm 1990.